# Soul Revolution
Soul Revolution is het derde studioalbum van de Jamaicaanse reggaeband The Wailers, uitgebracht in 1971. Het werd geproduceerd door Lee Perry en Bob Marley.

## Nummers
Alle nummers zijn geschreven door Bob Marley, behalve waar aangegeven.

| Nr. | Titel                             | Duur |
| --- | --------------------------------- | ---- |
| 1.  | Keep On Moving (Curtis Mayfield)  | 3:09 |
| 2.  | Don't Rock My Boat                | 4:33 |
| 3.  | Put It On                         | 3:34 |
| 4.  | Fussing & Fighting                | 2:29 |
| 5.  | Duppy Conqueror                   | 3:25 |
| 6.  | Memphis                           | 2:09 |
| 7.  | Soul Rebel                        | 3:19 |
| 8.  | Riding High (Neville Livingston)  | 2:46 |
| 9.  | Kaya                              | 2:39 |
| 10. | African Herbsman (Ritchie Havens) | 2:24 |
| 11. | Stand Alone                       | 2:12 |
| 12. | Sun Is Shining                    | 2:11 |
| 13. | Brain Washing                     | 2:41 |
| 14. | Mr. Brown (a.k.a. Dracula)        | 3:35 |

Bob Marley · Junior Braithwaite · Beverley Kelso · Bunny Wailer · Peter Tosh · Cherry Smith · Constantine "Vision" Walker · Earl "Chinna" Smith · Aston Barrett · Joe Higgs · Earl Lindo · Carlton Barrett · Al Anderson · Alvin Patterson · Junior Marvin · Donald Kinsey · Tyrone Downie · I Threes (Rita Marley · Marcia Griffiths · Judy Mowatt)